# الدوري التشيلي لكرة القدم 1976
الدوري التشيلي لكرة القدم 1976 (بالإسبانية: Primera División de Chile 1976)‏ هو الموسم 44 من الدوري التشيلي لكرة القدم. كان عدد الأندية المشاركة فيه 18، وفاز فيه إيفرتون دي فينا ديل مار.